# Liste der Kulturdenkmäler in Taunusstein
Die folgende Liste enthält die in der Denkmaltopographie ausgewiesenen Kulturdenkmäler auf dem Gebiet  der  Stadt Taunusstein, Rheingau-Taunus-Kreis, Hessen.
Hinweis: Die Reihenfolge der Denkmäler in dieser Liste orientiert sich zunächst an Stadtteilen und anschließend der Anschrift, alternativ ist sie auch nach der Bezeichnung, der vom Landesamt für Denkmalpflege vergebenen Nummer oder der Bauzeit sortierbar.
Kulturdenkmäler werden fortlaufend im Denkmalverzeichnis des Landes Hessen durch das Landesamt für Denkmalpflege Hessen auf Basis des Hessischen Denkmalschutzgesetzes (HDSchG) geführt. Die Schutzwürdigkeit eines Kulturdenkmals hängt nicht von der Eintragung in das Denkmalverzeichnis des Landes Hessen oder der Veröffentlichung in der Denkmaltopographie ab.

Das Vorhandensein oder Fehlen eines Objekts in dieser Liste ist keine rechtsverbindliche Auskunft darüber, ob es Kulturdenkmal ist oder nicht: Diese Liste entspricht möglicherweise nicht dem aktuellen Stand der offiziellen Denkmaltopographie. Diese ist für Hessen in den entsprechenden Bänden der Denkmaltopographie Bundesrepublik Deutschland und im Internet unter DenkXweb – Kulturdenkmäler in Hessen einsehbar. Auch diese Quellen sind, obwohl sie durch das Landesamt für Denkmalpflege Hessen aktualisiert werden, nicht immer aktuell, da es im Denkmalbestand immer wieder Änderungen gibt.
Eine verbindliche Auskunft erteilt allein das Landesamt für Denkmalpflege Hessen.
Nutze diese Kartenansicht, um Koordinaten in der Liste zu setzen. In dieser Kartenansicht sind Kulturdenkmale ohne Koordinaten mit einem roten bzw. orangen Marker dargestellt und können in der Karte gesetzt werden. Kulturdenkmale ohne Bild sind mit einem blauen bzw. roten Marker gekennzeichnet, Kulturdenkmale mit Bild mit einem grünen bzw. orangen Marker.

## Kulturdenkmäler nach Ortsteilen

### Bleidenstadt
| Bild                              | Bezeichnung                                  | Lage | Beschreibung | Bauzeit                        | Objekt-Nr. |
| --------------------------------- | -------------------------------------------- | --- | --- | ------------------------------ | ---------- |
| weitere Bilder                    | Brücke                                       | Aar (Hahner Weg) LageFlur: 3, Flurstück: 72 | Steinerne Korbbogenbrücke                                                                                                  | 18. Jahrhundert                | 14223 DDB  |
| weitere Bilder                    | Ehemaliges Benediktinerkloster St. Ferrutius | Aarstraße 46 LageFlur: 3, Flurstück: 75/6, 75/7, 75/10, 75/11, 79 | Um 778 gegründetes Kloster und Wallfahrtskirche der Reliquien des heiligen Ferrutius. Als Stift endgültig 1802 aufgehoben. | Ab 1258                        | 14217 DDB  |
|                                   |                                              | Aarstraße 52 LageFlur: 3, Flurstück: 83 | Wohnhaus | 18. Jahrhundert                | 14218 DDB  |
|                                   |                                              | Aarstraße 58 LageFlur: 3, Flurstück: 91/2 | Wohnhaus | 18. Jahrhundert                | 14219 DDB  |
|                                   |                                              | Aarstraße 67 LageFlur: 31, Flurstück: 181/3 | Barocke Hofanlage aus Wohnhaus, Tor und Nebengebäuden                                                                      | Ab 18. Jahrhundert             | 14221 DDB  |
| Ehemaliger Gasthof Goldener Engel | Ehemaliger Gasthof Goldener Engel            | Aarstraße 72 LageFlur: 3, Flurstück: 99 | Gasthof und Poststation | 1702                           | 14222 DDB  |
| Bild gesucht BW                   | Aartalbahn, Langenschwalbacher Bahn          | Eisenbahn, Schafhof, Rossbach, Kirchstraße 20a, Kirchstraße, Hohlweg LageFlur: 4, 6, 7, 13, 31, 32, Flurstück: 2, 63/1, 9/2, 9/3, 727/10, 727/6, 738/7, 85, 86, 51, 132, 2859/2, 2920/1, 70, 1 | |                                | 952999 DDB |
| Bild gesucht BW                   | Gustav-Vietor-Turm                           | Große Suder (Hohe Wurzel/Rheinhöhenweg) LageFlur: 17, Flurstück: 3 | 2006 abgerissen | 1883                           | 14229 DDB  |
| Bahnhof                           | Bahnhof                                      | Kirchstraße 20a LageFlur: 6, Flurstück: 738/7 | Bahnhof der Aartalbahn | 1891                           | 14225 DDB  |
|                                   |                                              | Kirchstraße 24 LageFlur: 6, Flurstück: 738/1 | Wohnhaus | Um 1900                        | 14226 DDB  |
| Schafhof                          | Schafhof                                     | Schafhof LageFlur: 4, Flurstück: 1 | Ehemaliger Gutshof des Klosters                                                                                            | Wahrscheinlich 18. Jahrhundert | 14216 DDB  |
|                                   |                                              | Stiftstraße 13 LageFlur: 4, Flurstück: 58 | Hofreite | 18. Jahrhundert                | 14227 DDB  |
| Grenzstein                        | Grenzstein                                   | Stiftstraße 16 LageFlur: 31, Flurstück: 146/2 | |                                | 14228 DDB  |
| weitere Bilder                    | Evangelische Pfarrkirche (Peterskirche)      | St. Peter (Kirchstraße) LageFlur: 4, Flurstück: 12, 13/1, 13/2 | | Mittelalterlich; 1849–1855     | 14224 DDB  |

### Hahn
| Bild                      | Bezeichnung                         | Lage | Beschreibung                                                  | Bauzeit         | Objekt-Nr. |
| ------------------------- | ----------------------------------- | --- | ------------------------------------------------------------- | --------------- | ---------- |
| weitere Bilder            | Ehrenmal                            | Am Ehrenmal LageFlur: 25, Flurstück: 3150/1 | Ehrenmal für die Gefallenen des Ersten und Zweiten Weltkriegs |                 | 14231 DDB  |
| Bild gesucht BW           | Aartalbahn, Langenschwalbacher Bahn | Eisenbahn, Ochsenstück, Gottfried-Keller-Straße, Eiserne Hand LageFlur: 3, 4, 5, 12, 14, 25, 26, Flurstück: 173, 90, 1362/28, 404/16, 524/2, 526/8, 6, 13, 14, 16, 8, 3099/4, 3154/160 |                                                               |                 | 953002 DDB |
| weitere Bilder            | Bahnhof                             | Eiserne Hand LageFlur: 14, Flurstück: 13, 14 | Bahnhof der Aartalbahn                                        | 1910            | 14240 DDB  |
| Gasthaus zum Taunus       | Gasthaus zum Taunus                 | Scheidertalstraße 1/3, Aarstraße 138 LageFlur: 2, Flurstück: 83/4 | Gasthaus mit Saalbau                                          | 1902            | 14234 DDB  |
| weitere Bilder            |                                     | Scheidertalstraße 52, Scheidertalstraße LageFlur: 6, Flurstück: 116/1, 116/2 | Hofreite aus Wohnhaus und Scheune                             | 18. Jahrhundert | 14233 DDB  |
| weitere Bilder            | Forstmeisterdienstgehöft            | Scheidertalstraße 55 LageFlur: 1, Flurstück: 9/1, 9/2 |                                                               | 1897            | 14235 DDB  |
| Ehemaliges Kurheim        | Ehemaliges Kurheim                  | Wiesbadener Straße 6 LageFlur: 5, Flurstück: 585/7 |                                                               |                 | 14657 DDB  |
| Ehemalige Revierförsterei | Ehemalige Revierförsterei           | Wiesbadener Straße 20 LageFlur: 5, Flurstück: 632/1 |                                                               | 1883            | 14237 DDB  |
| Haus Tannenburg           | Haus Tannenburg                     | Wiesbadener Straße 63 LageFlur: 5, Flurstück: 558/2 |                                                               | Um 1890         | 14238 DDB  |
| weitere Bilder            | Evangelisches Gemeindehaus          | Zum Schwimmbad 11 LageFlur: 6, Flurstück: 124 |                                                               | 1928            | 14239 DDB  |

### Hambach
| Bild           | Bezeichnung | Lage                                                            | Beschreibung | Bauzeit | Objekt-Nr. |
| -------------- | ----------- | --------------------------------------------------------------- | --- | ------- | ---------- |
| weitere Bilder | Brunnen     | Lindenplatz LageFlur: 12, Flurstück: 32/1                       | Laufbrunnen mit völlig schmucklosem, vielleicht erneuertem gusseisernen Trog und verzierter Säule. Der Brunnen erhält sein Wasser aus drei Quellfassungen in der Bornwiese. Er diente der dörflichen Wasserversorgung anstelle des im Ortsbereich verrohrten Baches. Historischer Bestandteil der Ortsmitte |         | 14242 DDB  |
| Backhaus       | Backhaus    | Lindenplatz 4 LageFlur: 12, Flurstück: 13                       | Backhaus und Feuerwehrgerätehaus | Um 1800 | 14243 DDB  |
|                |             | Lindenplatz 5 LageFlur: 12, Flurstück: 48/7                     | Wohnhaus | Um 1850 | 14244 DDB  |
|                |             | Lindenplatz 5a, Im Bannzaun 2 LageFlur: 12, Flurstück: 48/5, 49 | Hofreite aus Wohnhaus und Nebengebäude | 1767    | 14245 DDB  |

### Neuhof
| Bild             | Bezeichnung                                | Lage                                             | Beschreibung | Bauzeit | Objekt-Nr. |
| ---------------- | ------------------------------------------ | ------------------------------------------------ | ------------ | ------- | ---------- |
| weitere Bilder   | Evangelische Kirche                        | Fabriciusstraße LageFlur: 39, Flurstück: 69      | Saalbau      | 1717    | 14247 DDB  |
| weitere Bilder   | Ehemaliges Rathaus und Feuerwehrgerätehaus | Keplerstraße 7/7a LageFlur: 39, Flurstück: 86/1  |              | 1809    | 14248 DDB  |
| Sog. Henkershaus | Sog. Henkershaus                           | Kopernikusstraße 1 LageFlur: 39, Flurstück: 50/3 |              | Um 1600 | 14249 DDB  |

### Niederlibbach
| Bild           | Bezeichnung         | Lage                                                      | Beschreibung  | Bauzeit            | Objekt-Nr. |
| -------------- | ------------------- | --------------------------------------------------------- | ------------- | ------------------ | ---------- |
| weitere Bilder | Evangelische Kirche | Hambacher Weg 4a, Kirchweg LageFlur: 1, Flurstück: 64, 65 |               | 1784               | 53353 DDB  |
| weitere Bilder |                     | Hauptstraße 16/16a LageFlur: 1, Flurstück: 97/1           | Dreiseitenhof | Ab 18. Jahrhundert | 14252 DDB  |

### Orlen
| Bild           | Bezeichnung         | Lage                                        | Beschreibung                      | Bauzeit         | Objekt-Nr. |
| -------------- | ------------------- | ------------------------------------------- | --------------------------------- | --------------- | ---------- |
| weitere Bilder |                     | Hintergasse 4 LageFlur: 2, Flurstück: 233   | Hofreite aus Wohnhaus und Scheune | 18. Jahrhundert | 14255 DDB  |
| weitere Bilder | Evangelische Kirche | Mittelgasse 3 LageFlur: 2, Flurstück: 238/2 | Saalbau                           | Um 1616         | 14256 DDB  |
|                |                     | Mittelgasse 10 LageFlur: 2, Flurstück: 253  | Dreiseitenhof                     | 1898            | 14257 DDB  |
| weitere Bilder |                     | Untergasse 11 LageFlur: 2, Flurstück: 139   | Wohnhaus mit Scheune              | 16. Jahrhundert | 14258 DDB  |

### Seitzenhahn
| Bild            | Bezeichnung                         | Lage                                          | Beschreibung | Bauzeit             | Objekt-Nr. |
| --------------- | ----------------------------------- | --------------------------------------------- | ------------ | ------------------- | ---------- |
| Bild gesucht BW | Aartalbahn, Langenschwalbacher Bahn | Eisenbahn LageFlur: 3, Flurstück: 44, 54, 71  |              |                     | 953003 DDB |
| Bild gesucht BW |                                     | Talstraße 18 LageFlur: 1, Flurstück: 127, 8/4 | Hofreite     | 17./18. Jahrhundert | 14260 DDB  |

### Watzhahn
| Bild            | Bezeichnung    | Lage                                                             | Beschreibung                                                  | Bauzeit            | Objekt-Nr. |
| --------------- | -------------- | ---------------------------------------------------------------- | ------------------------------------------------------------- | ------------------ | ---------- |
| Bild gesucht BW |                | Bleidenstadter Straße 4 LageFlur: 1, Flurstück: 18/4             | Vierseitenhof mit Wirtschaftsgebäude                          | Ab 18. Jahrhundert | 14265 DDB  |
| weitere Bilder  | Altes Rathaus  | Borner Straße 2/4 LageFlur: 1, Flurstück: 39/2, 40/3             | Fachwerkgebäude mit Dachreiter                                | Um 1800            | 14266 DDB  |
| weitere Bilder  |                | Im Gründchen 1 LageFlur: 1, Flurstück: 14/3                      | Wohnhaus                                                      | 18. Jahrhundert    | 14267 DDB  |
| weitere Bilder  | Kriegerdenkmal | Rechts dem Wingsbacher Weg (Friedhof) LageFlur: 3, Flurstück: 73 | Ehrenmal für die Gefallenen des Ersten und Zweiten Weltkriegs | 1930er             | 14264 DDB  |

### Wehen
| Bild                          | Bezeichnung                   | Lage                                                                  | Beschreibung                                                     | Bauzeit                    | Objekt-Nr. |
| ----------------------------- | ----------------------------- | --------------------------------------------------------------------- | ---------------------------------------------------------------- | -------------------------- | ---------- |
| weitere Bilder                | Fachwerkwohnhaus              | Aarstraße 240 LageFlur: 1, Flurstück: 6                               |                                                                  | 1718                       | 14270 DDB  |
| weitere Bilder                | Rathaus                       | Aarstraße 244 / Wilhelmstraße 1 LageFlur: 1, Flurstück: 1             | historistisches Verwaltungsgebäude                               | Um 1900                    | 14271 DDB  |
| Hofreite                      | Hofreite                      | Aarstraße 246 LageFlur: 1, Flurstück: 67                              | Vierseitenhof mit Wirtschaftsgebäude                             | Um 1700                    | 14272 DDB  |
| weitere Bilder                | Kriegerdenkmal                | Am Wiesbadener Weg (Friedhof) LageFlur: 3, Flurstück: 55              | Ehrenmal für die Gefallenen des Ersten und Zweiten Weltkriegs    | 1930er                     | 14281 DDB  |
|                               |                               | Gerichtstraße 1 LageFlur: 1, Flurstück: 75                            | Fachwerkwohnhaus                                                 | Vermutlich 17. Jahrhundert | 14273 DDB  |
| weitere Bilder                | Ehemaliges Amtsgericht        | Gerichtstraße 2 LageFlur: 1, Flurstück: 92                            | Barockes Amtsgebäude                                             | 1765                       | 14274 DDB  |
| weitere Bilder                | Im Hängel                     | Gesamtanlage Im Hängel Lage                                           | Wohnhäuser, Nebengebäude und Torbauten                           | 18./19. Jahrhundert        | 14269 DDB  |
| Ehem. evangelisches Pfarrhaus | Ehem. evangelisches Pfarrhaus | Glockenstraße 6, Mainzer Allee 6 LageFlur: 1, Flurstück: 109/1, 109/2 | Fachwerkbau, südliche Gartenmauer identisch mit hist. Stadtmauer | 1768                       | 14276 DDB  |
| weitere Bilder                | Jüdischer Friedhof            | Judenbegräbnis (Neuer Weg) LageFlur: 1, Flurstück: 181                |                                                                  | 1330–1933                  | 14282 DDB  |
| weitere Bilder                |                               | Mainzer Allee 9 LageFlur: 1, Flurstück: 91                            | Fachwerkhaus                                                     | 18. Jahrhundert            | 14659 DDB  |
| weitere Bilder                | Evangelische Pfarrkirche      | Mainzer Allee 15 LageFlur: 1, Flurstück: 304                          | Klassizistischer Saalbau                                         | 1810–12                    | 14278 DDB  |
| weitere Bilder                |                               | Platter Straße 85 LageFlur: 2, Flurstück: 84/5                        | Wohnhaus                                                         | Um 1900                    | 14279 DDB  |
| weitere Bilder                | Schloss                       | Weiherstraße 6 LageFlur: 1, Flurstück: 88/4                           |                                                                  | Um 1330                    | 14275 DDB  |
|                               |                               | Wilhelmstraße 7 LageFlur: 1, Flurstück: 31/2                          | Wohnhaus                                                         | 16. Jahrhundert            | 14280 DDB  |

### Wingsbach
| Bild           | Bezeichnung | Lage                                                | Beschreibung                        | Bauzeit                | Objekt-Nr. |
| -------------- | ----------- | --------------------------------------------------- | ----------------------------------- | ---------------------- | ---------- |
| weitere Bilder | Scheune     | Scheidertalstraße 214 LageFlur: 4, Flurstück: 106   | Scheune                             |                        | 14285 DDB  |
| weitere Bilder | Rathaus     | Scheidertalstraße 215 LageFlur: 4, Flurstück: 165/2 | klassizistisches Verwaltungsgebäude | Mitte 19. Jahrhundert  | 14284 DDB  |
|                |             | Wünostraße 7 LageFlur: 4, Flurstück: 102            | Hofreite                            | Frühes 18. Jahrhundert | 14286 DDB  |